# El Granado
El Granado è un comune spagnolo di 642 abitanti situato nella comunità autonoma dell'Andalusia.

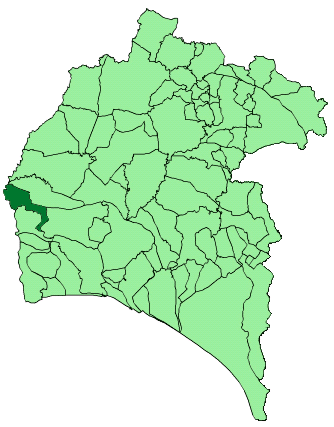
Mappa del comune nella provincia

## Geografia fisica
I fiumi Chanza e Guadiana segnano il confine tra questo comune ed il Portogallo.